# Akito Watabe
Akito Watabe (Japans: 渡部 暁斗, Watabe Akito) (Hakuba, 26 mei 1988) is een Japanse noordse combinatieskiër. Hij vertegenwoordigde zijn vaderland op de Olympische Winterspelen 2006 in Turijn, op de Olympische Winterspelen 2010 in Vancouver, op de Olympische Winterspelen 2014 in Sotsji en op de Olympische Winterspelen 2018 in Pyeongchang. Watabe heeft een broer, Yoshito, die eveneens actief is als noordse combinatieskiër.

## Carrière
Tijdens de Olympische Winterspelen van 2006 in Turijn eindigde Watabe als negentiende op de sprint. Enkele weken na de Spelen maakte de Japanner in Sapporo zijn wereldbekerdebuut, dankzij zijn negentiende plaats scoorde hij direct zijn eerste wereldbekerpunten. 
Op de wereldkampioenschappen noordse combinatie 2007 in Sapporo eindigde Watabe als eenendertigste op de sprint en als vijfendertigste op de Gundersen, samen met Hideaki Nagai, Taihei Kato en Norihito Kobayashi eindigde hij als achtste in de teamwedstrijd. In februari 2009 finishte hij in Chaux-Neuve voor de eerste maal in zijn carrière in de toptien van een wereldbekerwedstrijd. In het Tsjechische Liberec nam de Japanner deel aan de wereldkampioenschappen noordse combinatie 2009, op dit toernooi eindigde hij als drieëndertigste op de kleine schans. In de teamwedstrijd veroverde hij samen met Yusuke Minato, Taihei Kato en Norihito Kobayashi de wereldtitel. In januari 2010 stond hij in Seefeld voor het eerst op het podium tijdens een wereldbekerwedstrijd. Tijdens de Olympische Winterspelen van 2010 in Vancouver eindigde Watabe als negende op de grote schans en als eenentwintigste op de normale schans, samen met Norihito Kobayashi, Taihei Kato en Daito Takahashi eindigde hij als zesde in de landenwedstrijd.
Op de wereldkampioenschappen noordse combinatie 2011 in Oslo eindigde de Japanner als vijfde op de grote schans en als dertiende op de normale schans. In de twee landenwedstrijden eindigde hij één keer als vijfde en één keer als zesde. Op 5 februari 2012 boekte hij in Val di Fiemme zijn eerste wereldbekerzege. In Val di Fiemme nam Watabe deel aan de wereldkampioenschappen noordse combinatie 2013. Op dit toernooi eindigde hij als vierde op de grote schans en als negende op de normale schans. Samen met Yoshito Watabe, Taihei Kato en Yusuke Minato eindigde hij als vierde in de landenwedstrijd, op het onderdeel teamsprint eindigde hij samen met Taihei Kato op de vierde plaats. Tijdens de Olympische Winterspelen van 2014 in Sotsji veroverde de Japanner de zilveren medaille op de normale schans, daarnaast eindigde hij als zesde op de grote schans. In de landenwedstrijd eindigde hij samen met Hideaki Nagai, Yusuke Minato en Yoshito Watabe op de vijfde plaats.
Op de wereldkampioenschappen noordse combinatie 2015 in Falun eindigde Watabe als zesde op de normale schans en als zevende op de grote schans. Samen met Taihei Kato, Yoshito Watabe en Hideaki Nagai eindigde hij als zesde in de landenwedstrijd, op het onderdeel teamsprint eindigde hij samen met Yoshito Watabe op de zesde plaats. In Lahti nam de Japanner deel aan de wereldkampioenschappen noordse combinatie 2017. Op dit toernooi sleepte hij de zilveren medaille in de wacht op de grote schans, op de normale schans eindigde hij op de vijfde plaats. Samen met Yoshito Watabe behaalde hij bronzen medaille op de teamsprint, in de landenwedstrijd eindigde hij samen met Hideaki Nagai, Takehiro Watanabe en Yoshito Watabe op de vierde plaats. Tijdens de Olympische Winterspelen van 2018 in Pyeongchang veroverde hij de zilveren medaille op de normale schans, op de grote schans eindigde hij op de vijfde plaats. Samen met Yoshito Watabe, Hideaki Nagai en Go Yamamoto eindigde hij als vierde in de landenwedstrijd. In het seizoen 2017/2018 greep Watabe de eindzege in het wereldbekerklassement.'
Op de wereldkampioenschappen noordse combinatie 2019 in Seefeld won hij de bronzen medaille op de gundersen normale schans, op de gundersen grote schans eindigde hij op de zesde plaats. In de landenwedstrijd eindigde hij samen met Go Yamamoto, Yoshito Watabe en Hideaki Nagai op de vierde plaats, samen met Yoshito Watabe eindigde hij als vierde op de teamsprint. In Oberstdorf nam de Japanner deel aan de wereldkampioenschappen noordse combinatie 2021. Op dit toernooi behaalde hij de bronzen medaille op de gundersen grote schans, op de gundersen normale schans eindigde hij op de vijfde plaats. In de landenwedstrijd eindigde hij samen met Hideaki Nagai, Yoshito Watabe en Ryota Yamamoto op de vierde plaats, samen met Ryota Yamamoto eindigde hij als vierde op de teamsprint.

## Resultaten

### Olympische Spelen
| Jaar | Plaats      | Resultaten                               |
| ---- | ----------- | ---------------------------------------- |
| 2006 | Turijn      | 19e 7,5 km sprint                        |
| 2010 | Vancouver   | 9e Gundersen LH 21e Gundersen NH 6e Team |
| 2014 | Sotsji      | Gundersen NH · 6e Gundersen LH · 5e Team |
| 2018 | Pyeongchang | Gundersen NH · 5e Gundersen LH · 4e Team |

### Wereldkampioenschappen
| Jaar | Plaats        | Resultaten                                               |
| ---- | ------------- | -------------------------------------------------------- |
| 2007 | Sapporo       | 31e 7,5 km Sprint 35e 15 km Gundersen 8e Team            |
| 2009 | Liberec       | 33e Gundersen NH · Team                                  |
| 2011 | Oslo          | 5e Gundersen LH 13e Gundersen NH 5e Team LH 6e Team LH   |
| 2013 | Val di Fiemme | 9e Gundersen NH 4e Gundersen LH 4e Team 4e Teamsprint    |
| 2015 | Falun         | 6e Gundersen NH 7e Gundersen LH 6e Team 6e Teamsprint    |
| 2017 | Lahti         | 5e Gundersen NH · Gundersen LH · 4e Team · Teamsprint    |
| 2019 | Seefeld       | Gundersen NH · 6e Gundersen LH · 4e Team · 4e Teamsprint |
| 2021 | Oberstdorf    | 5e Gundersen NH · Gundersen LH · 4e Team · 4e Teamsprint |

### Wereldbeker
Eindklasseringen
| Seizoen   | Plaats |
| --------- | ------ |
| 2005/2006 | 47e    |
| 2008/2009 | 38e    |
| 2009/2010 | 18e    |
| 2010/2011 | 11e    |
| 2011/2012 | Zilver |
| 2012/2013 | Brons  |
| 2013/2014 | Brons  |
| 2014/2015 | Zilver |
| 2015/2016 | Zilver |
| 2016/2017 | Brons  |
| 2017/2018 | Goud   |
| 2018/2019 | Zilver |
| 2019/2020 | 9e     |
| 2020/2021 | Brons  |

Wereldbekerzeges
| Datum            | Plaats        | Onderdeel       |
| ---------------- | ------------- | --------------- |
| 5 februari 2012  | Val di Fiemme | 10 km Gundersen |
| 18 februari 2012 | Klingenthal   | 10 km Gundersen |
| 26 februari 2012 | Liberec       | 10 km Gundersen |
| 9 maart 2012     | Oslo          | 10 km Gundersen |
| 15 maart 2014    | Falun         | 10 km Gundersen |
| 6 maart 2015     | Lahti         | 10 km Gundersen |
| 14 maart 2015    | Oslo          | 15 km Gundersen |
| 11 februari 2017 | Sapporo       | 10 km Gundersen |
| 11 maart 2017    | Oslo          | 10 km Gundersen |
| 25 november 2017 | Kuusamo       | 10 km Gundersen |
| 26 januari 2018  | Seefeld       | 5 km Gundersen  |
| 27 januari 2018  | Seefeld       | 10 km Gundersen |
| 28 januari 2018  | Seefeld       | 15 km Gundersen |
| 3 februari 2018  | Hakuba        | 10 km Gundersen |
| 10 maart 2018    | Oslo          | 10 km Gundersen |
| 24 maart 2018    | Schonach      | 10 km Gundersen |
| 25 maart 2018    | Schonach      | 15 km Gundersen |
| 1 maart 2020     | Lahti         | 10 km Gundersen |
| 24 januari 2021  | Lahti         | 10 km Gundersen |